# Longford (Kansas)
Pour les articles homonymes, voir Longford.
Longford est une municipalité américaine située dans le comté de Clay au Kansas.
Lors du recensement de 2010, sa population est de 79 habitants. La municipalité s'étend alors sur une superficie de 0,15 mille carré (0,39 km2).
Longford est fondée en 1875 sur le Santa Fe Railroad. Elle est nommée d'après la ville irlandaise de Longford.